# Зорин, Шолом Натанович
Шо́лом Ната́нович Зо́рин (1902, Минск — 1974) — командир семейного еврейского партизанского отряда № 106 в Налибокской пуще во время Второй мировой войны

## Биография
Родился в 1902 году в Минске, в семье Ноты Ароновича Зорина. Долгое время работал столяром в родном городе.
Участник гражданской войны с 1918 года, поступил в партизанский отряд в Оршанском округе, где пробыл 4 месяца. Когда отряд соединился с регулярными частями красной гвардии был переведён в первый Оршанский Красно-гвардейский караульный батальон. После трёхмесячного пребывания в батальоне был переведён в 173-й Смоленский стрелковый полк под Сызранью. В армии прослужил до 1924 года. В тот период времени был два раза ранен в боях под Оренбургом, м. Белебей. В 1921 году под Кронштадтом (м. Оренбаум). В сентябре 1942 года поступил в отряд им. Будённого. Как боец отряда произвёл ряд диверсионных работ: спустил под откос два вражеских эшелона, в результате чего разбит паровоз и 3 вагонов, перерезал 2,5 км телефонной связи, сжёг 5 мостов на шоссейных дорогах. Вместе с группой товарищей сжёг 5 имений, участвовал в засадах, где вместе с 3 товарищами взяли живьём в плен 5 немцев. В декабре месяце 1942 года был назначен командиром конной разведки отряда им. Будённого. В мае месяце 1943 года по разрешению командиров отряда им. Будённого организовал новый отряд имени Пархоменко. По решению Райцентра этот отряд был разбит на два отряда: отряд им. Пархоменко и еврейский семейный отряд, в котором находился командиром отряда. Отрядом которым командует тов. Зорин был во время блокады пущи выведен из окружения в полной сохранности, не понеся никаких потерь. В настоящий момент отряд насчитывает более 500 человек, и обеспечен продовольственными резервами на 3-4 месяца.
Бежал из Минского гетто. После окончания Великой Отечественной войны инвалид Зорин находился на хозяйственной работе в Минске. В 1971 году репатриировался в Израиль, где умер в 1974 году.

## Партизанская деятельность
В отряд Зорина входили, главным образом, небоеспособные беженцы из Минского гетто. Создан 5 июня 1943.
Главной его задачей было не только сопротивление нацистам, но и спасение евреев.
Этот отряд, кроме проведения боевой деятельности, стал базой, снабжавшей другие боевые отряды нужными им специалистами. Через связных 106-го отряда партизанские формирования, нуждавшиеся в медицинской помощи, обеспечивались врачами и медицинскими сестрами. Зоринцы обеспечивали партизанские отряды, базировавшиеся в Налибокской пуще, оружейными мастерами, печатниками для подпольных типографий, портными, сапожниками, пекарями.
9 июля 1944 года 106-й отряд соединился с частями Красной Армии. К этому времени он насчитывал 141 бойца и 421 члена семей.